# Uruguay ai Giochi della XI Olimpiade
L'Uruguay partecipò ai Giochi della XI Olimpiade, svoltisi a Berlino, Germania, dal 1º al 16 agosto 1936, con una delegazione di 37 atleti impegnati in sei discipline.

## Risultati

### Pallacanestro
| Atleta | Classifica |
| --- | ---------- |
| V · D · M Nazionale uruguaiana - Pallacanestro ai Giochi della XI Olimpiade Agós · Bernasconi · Braselli · de Pena · Gabín · Gómez · A. González · Latou · Quintans · H. González · Martí · Mesa · All. Juan Antonio Collazo | 6°         |
| Nazionale uruguaiana - Pallacanestro ai Giochi della XI Olimpiade |            |
| Agós · Bernasconi · Braselli · de Pena · Gabín · Gómez · A. González · Latou · Quintans · H. González · Martí · Mesa · All. Juan Antonio Collazo                                                                             |            |

### Pallanuoto
| Atleta | Classifica |                    |
| --- | --- | ------------------ |
| V · D · M Nazionale maschile uruguaiana di pallanuoto · Giochi olimpici - Berlino 1936 Batignani · Castro · Costemalle · Figueroa · M. García · Pereira · H. García · de Souza · Pérez · Pescador · Valentini · CT : - | 9° |                    |
| Nazionale maschile uruguaiana di pallanuoto · Giochi olimpici - Berlino 1936 | |                    |
| Batignani · Castro · Costemalle · Figueroa · M. García · Pereira · H. García · de Souza · Pérez · Pescador · Valentini · CT: -                                                                                         | Batignani · Castro · Costemalle · Figueroa · M. García · Pereira · H. García · de Souza · Pérez · Pescador · Valentini · CT: - | Uruguay (bandiera) |